# صوفیا المریخ
صوفیا المریخ (صوفيا المريخ؛ زاده ۱۵ اکتبر ۱۹۸۱ کازابلانکا, مراکش) یک موسیقی‌دان اهل مراکش است.